# King County, Texas
King County är ett administrativt område i delstaten Texas, USA. År 2010 hade county 286 invånare. Den administrativa huvudorten (county seat) är Guthrie.

## Geografi
Enligt United States Census Bureau har countyt en total area på 2 365 km². 2 362 km² av den arean är land och 3 km² är vatten.

### Angränsande countyn
- Cottle County – norr
- Foard County – nordost
- Knox County – öster
- Stonewall County – söder
- Dickens County – väster